# HC 07 Detva
HC 07 Detva je slovenský hokejový klub založený roku 2007.

## Historie
Klub byl založen v roce 2007, sídlící ve městě Detva. V minulosti hrával ve městě klub pod jménem HKm Detva, majitel a rovněž většinový vlastník klubu, rozhodl o přestěhování do Lučence. Bývalý reprezentant Dušan Pohorelec se dohodl se zastupiteli města na vytvoření nového klubu, ve kterém by větší příležitost dostali hlavně odchovanci místního klubu. Klub nejprve účinkoval ve 2. lize, kterou vyhrál a taktéž postoupil do 1. ligy. První sezónu v 1. lize se potkal s klubem HKm Lučenec, klub do kterého byl právě přestěhován původní tým Detvy. Jednu sezónu působil klub jako B-tým HKm Zvolena.

## Jednotlivé sezóny
| Sezona    | Soutěž    | Umístění v ZČ    | Umístění celkově |
| --------- | --------- | ---------------- | --- |
| 2007/2008 | 2. liga   | 1. místo         | 1.místo (postup do 1. ligy)                                                                                           |
| 2008/2009 | 1. liga   | 7. místo         | 10. místo |
| 2009/2010 | 1. liga   | 12. místo        | 12. místo |
| 2010/2011 | 1. liga   | 5. místo         | 4. místo |
| 2011/2012 | 1. liga   | 4. místo         | 7. místo |
| 2012/2013 | 1. liga   | 8. místo         | 4. místo |
| 2013/2014 | 1. liga   | 4. místo         | 6. místo |
| 2014/2015 | 1. liga   | Stříbrná medaile | v baráži o extraligu prohra s MsHK Žilina 1:4 na zápasy                                                               |
| 2015/2016 | 1. liga   | 4. místo         | 4. místo |
| 2016/2017 | 1. liga   | Stříbrná medaile | v baráži o extraligu 3. místo, postup do extraligy · (klub MHC Martin nezískal licenci, čímž se uvolnilo místo navíc) |
| 2017/2018 | Extraliga | 10. místo        | 2. místo v baráži o extraligu                                                                                         |
| 2018/2019 | Extraliga | 10. místo        | Čtvrtfinále (prohra 1 : 4 na zápasy s Banská Bystrica)                                                                |
| 2019/2020 | Extraliga | 12. místo        | play-off zrušeno kvůli pandemii covidu-19                                                                             |
| 2020/2021 | Extraliga | 6. místo         | Čtvrtfinále (prohra 0 : 4 na zápasy s HK Poprad)                                                                      |